# Симфония № 3 (Брукнер)
Симфония № 3 ре минор, WAB 103 Антона Брукнера написана в 1873 гг. Премьера состоялась 16 декабря 1877 в Вене под управлением автора.

## История создания
Брукнер начал работу над симфонией 23 февраля 1873 г. В сентябре он навестил в Байройте Рихарда Вагнера, с которым познакомился в 1865 г. в Мюнхене на премьере «Тристана и Изольды». Он показал Вагнеру Вторую и Третью симфонии, попросив выбрать одну на его вкус. К радости автора, Вагнер выбрал Третью. Согласно легенде, композиторы выпили столько пива, что по возвращении домой Брукнер не мог вспомнить, какую из двух симфоний выбрал Вагнер, и послал ему короткую записку: «Симфония ре минор, где труба начинает тему?»; адресат отослал записку обратно, приписав внизу: «Да! Всех благ! Рихард Вагнер». 31 декабря, окончив работу, Брукнер посвятил симфонию Вагнеру, «недосягаемому, всемирно известному благородному мастеру поэзии и музыки». Симфония репетировалась Венским филармоническим оркестром в июне или июле 1874 г., однако не была принята к исполнению.
В 1876—1877 гг. Брукнер значительно переработал симфонию. Дирижировать премьерой 16 декабря 1877 г. должен был И. Ф. Хербек, но 28 октября он умер, и Брукнеру пришлось самому встать за пульт. Концерт получился совершенно провальным: венская публика, и без того недолюбливавшая Брукнера, постепенно покидала зал. Оркестранты, отыграв симфонию, также поспешили уйти. Брукнер остался в пустом зале в окружении немногочисленных учеников и последователей, среди которых был Густав Малер, подготовивший вместе с Рудольфом Кржижановским транскрипцию симфонии для двух фортепиано (опубл. 1880).
В 1889—1890 гг. Брукнер снова взялся за переработку симфонии, на этот раз при участии Франца Шалька. Новая редакция была исполнена 21 декабря 1890 г. Венским филармоническим оркестром под управлением Ханса Рихтера.

## Части
1. Gemäßigt, mehr bewegt, misterioso
2. Adagio. Bewegt, quasi Andante
3. Scherzo. Ziemlich schnell
4. Finale. Allegro

## Версии

### 1873
Оригинальная версия. Издана в 1977 г. под редакцией Л. Новака по чистовой авторской копии, посланной Вагнеру весной 1874 г.

### 1874
В письме Морицу фон Майфельду от 12 января 1875 г. Брукнер упоминает «значительные улучшения», сделанные им, вероятно, после неудачных репетиций 1874 г. Версия репетировалась Венским филармоническим оркестром осенью 1875 г., однако снова не была принята к исполнению. Не опубликована; У. Карраганом подготовлено критическое издание, по которому эта версия была впервые исполнена 21 ноября 2007 г. Новым городским оркестром Токио под управлением Акиры Найто.

### 1876
Результат последующей ритмической переработки. В декабре того же года Брукнер заказал копии оркестровых партий, видимо, считая переработку окончательной. Опубликована только вторая часть в издании Л. Новака (1980).

### 1877
Премьерная версия. С января по апрель длилась переработка Финала; редактировались ли в этот период остальные части, неизвестно. Вероятно, в таком виде симфония репетировалась Венским филармоническим оркестром 27 сентября 1877 г. и вновь была отвергнута, но затем всё же принята к исполнению. В октябре Брукнер вновь переработал вторую часть.

### 1878
В январе Брукнер вновь переработал Скерцо, при этом добавив к нему новую коду. Версия существует в двух рукописях с немногочисленными отличиями, главное из которых — кода в Скерцо. Рукопись без коды служила наборной для первого прижизненного издания (1879) и первого критического издания под редакцией Ф. Эзера (1950). Рукопись с кодой легла (с небольшими отклонениями) в основу издания Л. Новака (1981), где версия отнесена к 1877 г.

### 1889
Рукопись этой версии легла в основу второго издания (1890), в котором, однако, присутствуют дополнительные исправления, очевидно, сделанные в гранках. Критически версия 1889 г. воспроизведена в издании Л. Новака (1959), на которое, до появления его же издания версии 1878, опиралось большинство исполнений. Наиболее значительные изменения коснулись Финала, который перерабатывался согласно предложениям Ф. Шалька.

## Состав оркестра
Деревянные духовые
2 флейты
2 гобоя
2 кларнета (B)
2 фагота
Медные духовые
4 валторны (F, B)
3 трубы (D)
3 тромбона
Ударные
Литавры
Струнные
I и II скрипки
Альты
Виолончели
Контрабасы

## Избранная дискография
Первая полная запись сделана в 1944 г.: Ойген Йохум с оркестром Гамбургского оперного театра; версия 1889 (1890).

### Версия 1873
- Герберт Блумстедт c оркестром Гевандхауса (1998, 2010), Берлинским филармоническим оркестром (2017) и симфоническим оркестром Северогерманского радио (2018)
- Георг Тинтнер c Королевским шотландским национальным оркестром (1998)

### Версия 1876 (вторая часть)
- Георг Тинтнер c Королевским шотландским национальным оркестром (1998)

### Версия 1877/78 (Новак)
- Бернард Хайтинк с Венским филармоническим оркестром (1988, 1992)
- Джузеппе Синополи с Саксонской государственной капеллой (1991)
- Георг Шолти c Чикагским симфоническим оркестром (1992)
- Николаус Арнонкур с оркестром Консертгебау (1994)

### Версия 1878 (Эзер)
- Яша Горенштейн с симфоническим оркестром Би-Би-Си (1957) и Северным симфоническим оркестром Би-Би-Си (1963)
- Бернард Хайтинк с оркестром Консертгебау (1963)
- Отмар Суитнер с симфоническим оркестром NHK (1974)
- Даниэль Баренбойм с Чикагским симфоническим оркестром (1980)

### Версия 1889 (Новак)
- Ханс Росбауд c оркестром Юго-Западного радио Германии (1960)
- Ойген Йохум c симфоническим оркестром Баварского радио (1967), симфоническим оркестром Кёльнского радио (1976) и Саксонской государственной капеллой (1977)
- Карл Бём c Венским филармоническим оркестром (1970)
- Курт Зандерлинг с Нью-Йоркским филармоническим оркестром (1973), Северным симфоническим оркестром Би-Би-Си (1978), Швейцарским фестивальным оркестром (1983), симфоническим оркестром Баварского радио (1985), Берлинским филармоническим оркестром (1990), оркестром Консертгебау (1996), оркестром романской Швейцарии (2000) и симфоническим оркестром Берлинского радио (2002)
- Герберт фон Караян c Берлинским филармоническим оркестром (1980)
- Серджиу Челибидаке с симфоническим оркестром Штутгартского радио (1980, 1981) и Мюнхенским филармоническим оркестром (1987, 1991, 1993)
- Гюнтер Ванд с симфоническим оркестром Кёльнского радио (1981) и симфоническим оркестром Северогерманского радио (1985, 1992)

### Версия 1889 (изд. 1890)
- Ойген Йохум c Гамбургским государственным оркестром (1944)
- Ханс Кнаппертсбуш с Баварским государственным оркестром (1954), Венским филармоническим оркестром (1954, 1960), симфоническим оркестром Северогерманского радио (1962) и Мюнхенским филармоническим оркестром (1964)
- Курт Зандерлинг с оркестром Гевандхауса (1963)
- Джордж Селл c Саксонской государственной капеллой (1965), Венским филармоническим оркестром (1966) и Кливлендским оркестром (1966)